# Кампільйо-де-Аранда
Кампільйо-де-Аранда (ісп. Campillo de Aranda) — муніципалітет в Іспанії, у складі автономної спільноти Кастилія-і-Леон, у провінції Бургос. Населення — 200 осіб (2010).
Муніципалітет розташований на відстані близько 130 км на північ від Мадрида, 80 км на південь від Бургоса.

## Демографія
Динаміка населення (INE ):